# 승 (성씨)
승씨는 한국의 성씨이다.
본관은 밀양(密陽), 창평(昌平), 남원(南原).
원나라 말 건립된 명하(明夏) 왕조의 황제 명옥진(明玉珍)의 아들, 2세 황제인 명승(明昇)이 명나라의 전우덕(傳友德)에 패하고 이듬해인 서기 1372년(고려 공민왕 21년)에 모후(母后) 팽씨를 모시고 고려의 서해안으로 망명, 밀양에 머물다 개경으로 이주, 현 평산(平山)군에 사방 30리의 땅과 노비를 하사 받고 안착하였고 이후 조선 태종(조선)대에 화촉군(華蜀君)으로 봉해졌다.
그의 4남 명신(明信)은 망국의 황족임을 부끄럽게 여겨 부친의 이름인 승(昇)자를 성으로 삼고 본관을 밀양(密陽)으로 정하여 승신(昇信)이 되었다. 이에 서촉 명씨와는 같은 계보라서 통혼을 하지 않는다고 한다.
선영(先塋)은 황해도 평산군 세곡면 운봉리에 위치하고 시조(始祖)이신 승신(昇信)으로부터 14세조까지 안치되어 있으며 매년 10월에 추계시향을 봉행하여 왔다.
원조(遠祖) 명옥진(明玉珍) - 중조(中祖) 명승(明昇) - 시조(始祖) 승신(昇信) - 2세(世) 승조(昇遭) - 3세 승수(昇峀) - 4세 승두경(昇斗經) - 5세 승길중(昇吉重) ----
1930년 국세조사에서는 전국에 79가구가 사는 것으로 나타났다. 6.25 전쟁 이전까지 황해도 금천군 금천면 갈현리 승씨 집성촌에 약 50호를 포함하여 황해도에 80호 정도가 살고 있었다. 2015년도 통계청의 인구조사에 따르면 국내에 811명이 거주하고 있다고 한다.
인물로는 광주고등보통학교 학생으로서 광주학생항일운동에 참여했다가 퇴학 처분을 받은 독립유공자 승천일과 1930년대 OK레코드사의 문예부장으로 '휘파람, 타향살이, 사막의 한, 안해의 노래' 등을 작사한 17세손 승응순(昇應順, 1911-1937)이 있다.